# Tobin tax
La Tobin tax, dal nome del Premio Nobel per l'economia James Tobin, che la propose nel 1972, è una tassa che prevede di colpire tutte le transazioni sui mercati valutari per stabilizzarli (penalizzando le speculazioni valutarie a breve termine quando a quei tempi non esistevano ancora gli strumenti derivati), e contemporaneamente per procurare entrate da destinare alla comunità internazionale.
L'aliquota proposta sarebbe tra lo 0,05% e l'1%. I suoi sostenitori affermano che ad un tasso dello 0,1% la tassa Tobin garantirebbe ogni anno all'incirca 166 miliardi di dollari, il doppio della somma annuale necessaria per sradicare dal mondo la povertà estrema.
I suoi detrattori sostengono che la cifra realmente incassata sarebbe minore, visto che il grosso delle transazioni finanziarie sono fatte per lucrare sulle micro variazioni dei prezzi e sarebbero insostenibili con la tassa. Si cita l'esempio del tentativo svedese effettuato nel 1984 di applicazione di una tassa simile che portò ad incassi inferiori del 75% di quanto preventivato a causa della diminuzione del numero di transazioni. La Svezia cancellò la tassa nel 1992.
Nel 1972, poco dopo lo scandalo Watergate in cui rimase invischiata l'amministrazione Nixon, e poco dopo che Nixon aveva ritirato gli Stati Uniti dal sistema di Bretton Woods, Tobin suggerì un nuovo sistema per la stabilità valutaria internazionale, e propose che tale sistema includesse una tassa internazionale sulle transazioni in valuta straniera. Tobin ricevette in seguito il Premio Nobel per l'economia nel 1981, e il suo nome rimase legato per sempre a questa proposta, che rimase dormiente per più di 20 anni. Nel 1997 Ignacio Ramonet, redattore di Le Monde diplomatique, rinnovò il dibattito attorno alla Tobin tax con l'editoriale "Disarmare i mercati". Ramonet propose di creare un'associazione per l'introduzione di questa tassa, che venne chiamata ATTAC (Associazione per la Tassazione delle Transazioni finanziarie per l'Aiuto dei Cittadini).

## Progetti per la Tobin tax nel mondo
Poiché una nazione che agisse da sola troverebbe molto difficile applicare questa tassa, si sostiene che sarebbe meglio gestirla, mediante un'istituzione internazionale, come una tassa globale da applicare a tutti i mercati finanziari (regolamentati e non) nei quali queste transazioni hanno luogo. Una tassazione globale eviterebbe una fuga degli investitori e degli speculatori verso i mercati a tassazione più favorevole, e fenomeni di arbitraggio per trarre beneficio dai differenti regimi fiscali dei vari Paesi.
La gestione di questa tassa da parte delle Nazioni Unite risolverebbe il problema e darebbe all'ONU una grande fonte di sovvenzionamento, indipendente dalle donazioni degli stati membri. Ci sono state comunque iniziative a livello nazionale riguardanti la tassa.
L'idea della Tobin tax è stata oggetto di molte discussioni in Europa nell'estate del 2001. Il 15 giugno 2004, la Commissione Finanze e Bilancio del Parlamento Federale Belga approvò l'implementazione della Spahn tax (versione della Tobin tax proposta da Paul Bernd Spahn). In base a questa decisione il Belgio introdurrà la Tobin tax se tutte le nazioni dell'eurozona introdurranno una legge simile.
In Canada è stata ampiamente rianimata grazie agli sforzi degli attivisti canadesi negli anni 1990, e nel marzo 1999 la Camera dei comuni passò una risoluzione diretta al governo per "promulgare una tassa sulle transazioni finanziarie in concerto con la comunità internazionale."
Nel Sud America la Tobin tax è stata appoggiata dal presidente brasiliano Luiz Inácio Lula da Silva, e da quello venezuelano Hugo Chávez, prima di morire annunciò la volontà di introdurre la Tobin Tax in Venezuela. La sua è tuttavia rimasta soltanto una dichiarazione senza seguito legislativo, complice anche il decesso dello stesso Chávez.
In Italia, l'associazione ATTAC raccolse 180.000 firme a favore di una legge di iniziativa popolare per l'introduzione di un'imposta sulle transazioni valutarie. La proposta, redatta con il contributo dell'economista Emiliano Brancaccio, venne depositata in Parlamento nel luglio 2002. È entrata in vigore venerdì 1º marzo 2013 in modo più limitato rispetto alle indicazioni della Unione europea.
Ad aprile del 2011 mille economisti di varie nazionalità pubblicano su "The Guardian" un appello rivolto al G20 a favore dell'introduzione della Tobin tax.

## L'idea originale e il movimento antiglobalizzazione
In un'intervista pubblicata nel luglio 2001 a Radio Popolare James Tobin prese le distanze dal movimento antiglobalizzazione.
Questa presa di posizione di Tobin venne citata dall'allora ministro degli Esteri italiano Renato Ruggiero nel corso di un dibattito parlamentare alla vigilia del vertice G8 di Genova, il 12 luglio 2001. Successivamente Tobin ribadì le sue distanze dal movimento antiglobalizzazione anche in un'intervista rilasciata a Der Spiegel nel settembre 2001. Comunque Tobin continuò a sostenere la validità della sua proposta (anche se alcuni oppositori della tassa sostennero il contrario):
Tobin osservò che, mentre la sua proposta originale aveva il solo scopo di porre un freno al traffico in valuta estera il movimento antiglobalizzazione aveva evidenziato le entrate da tasse con cui volevano finanziare i loro progetti per migliorare il mondo. Egli si dichiarò non contrario all'uso di queste entrate da tassazione, ma sottolineò che non era l'aspetto importante della tassa.
ATTAC e altre organizzazioni hanno riconosciuto ciò, e mentre considerano ancora come supremo l'obiettivo originale di Tobin, pensano che la tassa potrebbe produrre fondi disponibili per i bisogni di sviluppo del sud del mondo, e permettere ai governi, e quindi ai cittadini, di reclamare parte dello spazio democratico concesso ai mercati finanziari.

## Dibattito sulla tassa e critiche
Le opinioni sono divise tra chi ritiene che la Tobin tax migliorerà l'economia delle nazioni che sono danneggiate dalla speculazione finanziaria e i difensori degli obiettivi della globalizzazione, che credono che essa vincolerà la globalizzazione in modi che sono in conflitto con le politiche di istituzioni economiche come l'Organizzazione Mondiale del Commercio e la Banca Mondiale, e che quindi deve essere rigettata. Altri sostengono che la tassa promuoverà la globalizzazione ma ne limiterà gli effetti negativi.
Fra gli stessi economisti non è ancora chiaro quanto l'idea della Tobin Tax sia appoggiata o meno. In tal senso spicca la netta posizione a favore dell'imposta fatta dall'economista Avinash Persaud.
Un sostegno inatteso alla Tobin tax è arrivato dallo speculatore multimilionario George Soros, il quale ha dichiarato che, mentre la tassa va contro i suoi interessi personali, crede che la sua introduzione avrà effetti positivi sull'economia mondiale.
La rubrica "City Notebook" del quotidiano britannico The Guardian del 30 agosto 2001, pose il caso contro tale tassa in termini diretti. In essa si diceva che gli speculatori sulle valute sono "un gruppo eccezionalmente utile, lavorando giorno e notte, rischiando il loro benessere per fornire una cosa chiamata liquidità. Senza liquidità, i mercati si prosciugano, i prezzi diventano volatili e i beni diventano difficili da muovere." Con la Tobin tax in vigore, continuava l'editoriale, quell'utile lavoro non verrebbe conseguito. "Il risultato netto è che tutti i soggetti coinvolti — produttori, contrattatori, acquirenti — diventano più poveri, non più ricchi".

### High frequency trading
Altra critica riguarda la concreta applicabilità di una tassa all'High frequency trading, un sistema di transazioni che avvengono in tempi di millesimi di secondo. Tuttavia, la tassa è già applicata da anni in mercati dove si pratica l'HFT (a partire dalla Borsa di Londra).
Un limite può risiedere, nel caso specifico, nel modo in cui la tassa viene congegnata: per essere efficace contro l'High frequency trading, la tassa deve colpire tutte le transazioni intermedie e non solo le transazioni a fine di un determinato periodo. Inoltre, bisogna tenere conto del fatto che gli effetti perturbativi prodotti sul mercato dal trading ad altra frequenza sono determinati non solo dalle transazioni concluse ma anche dalle proposte di transazione prodotte inserite, con alta frequenza, nel sistema dei mercati dai software HFT.
L'attuale disciplina italiana (legge 228/2012 e il suo decreto attuativo del 21/02/2013) prevede un meccanismo, da molti considerato facilmente eludibile, per colpire l'HFT con un'aliquota pari allo 0,02%.